# Santa Clara (Dourado)
Santa Clara é um povoado e foi um distrito do município brasileiro de Dourado, no interior do estado de São Paulo.

## História

### Origem
O povoado tem origem com a inauguração da estação Santa Clara pela Companhia Estrada de Ferro do Dourado em 09/05/1903. A estação foi erguida em terras da Fazenda Santa Clara, então propriedade de um dos diretores da ferrovia.

### Formação administrativa
- Distrito policial de Santa Clara criado em 31/01/1935[4].
- Distrito criado pelo Decreto n° 6.950 de 06/02/1935, com as divisas do distrito policial de Santa Clara, no município de Ribeirão Bonito[5].
- Foi extinto pelo Decreto n° 9.775 de 30/11/1938, sendo seu território anexado ao distrito sede do município de Dourado[6].

## Geografia

### Demografia

#### População
Até o Censo 2010 (IBGE) o povoado não tinha seu perímetro delimitado pelo IBGE, com este apenas fazendo parte de setores rurais. Assim a população rural do seu entorno, incluindo a do povoado, era de 206 habitantes.

### Rodovias
O principal acesso ao povoado é a estrada vicinal (não asfaltada) com início na Rodovia Luiz Augusto de Oliveira (SP-215).

## Serviços públicos

### Registro civil
Atualmente é feito na sede do município, pois o Cartório de Registro Civil das Pessoas Naturais do distrito não chegou a ser instalado.

### Saneamento
O serviço de abastecimento de água é feito pela Companhia de Saneamento Básico do Estado de São Paulo (SABESP).

### Energia
A responsável pelo abastecimento de energia elétrica é a CPFL Paulista, distribuidora do grupo CPFL Energia.

## Religião
O Cristianismo se faz presente no povoado da seguinte forma:

### Igreja Católica
- A igreja faz parte da Diocese de São Carlos.[15]